# Caprichromis
Caprichromis es un pequeño género de peces cíclidos haplocrominos endémicos del lago Malaui en África Oriental. Este género contiene cíclidos pedófagos notables, que se especializan en comer huevos y alevinos de otras especies de cíclidos.

## Distribución
Ambas especies de este género se encuentran en el lago Malaui (Malaui, Mozambique y Tanzania), el lago Malombe (Malaui), así como en el río Shire que conecta los dos.

## Especies
Actualmente hay dos especies reconocidas en este género:
- Caprichromis liemi (McKaye & Mackenzie, 1982) (Happy)
- Caprichromis orthognathus (Trewavas, 1935)